# Eduard Toldrà

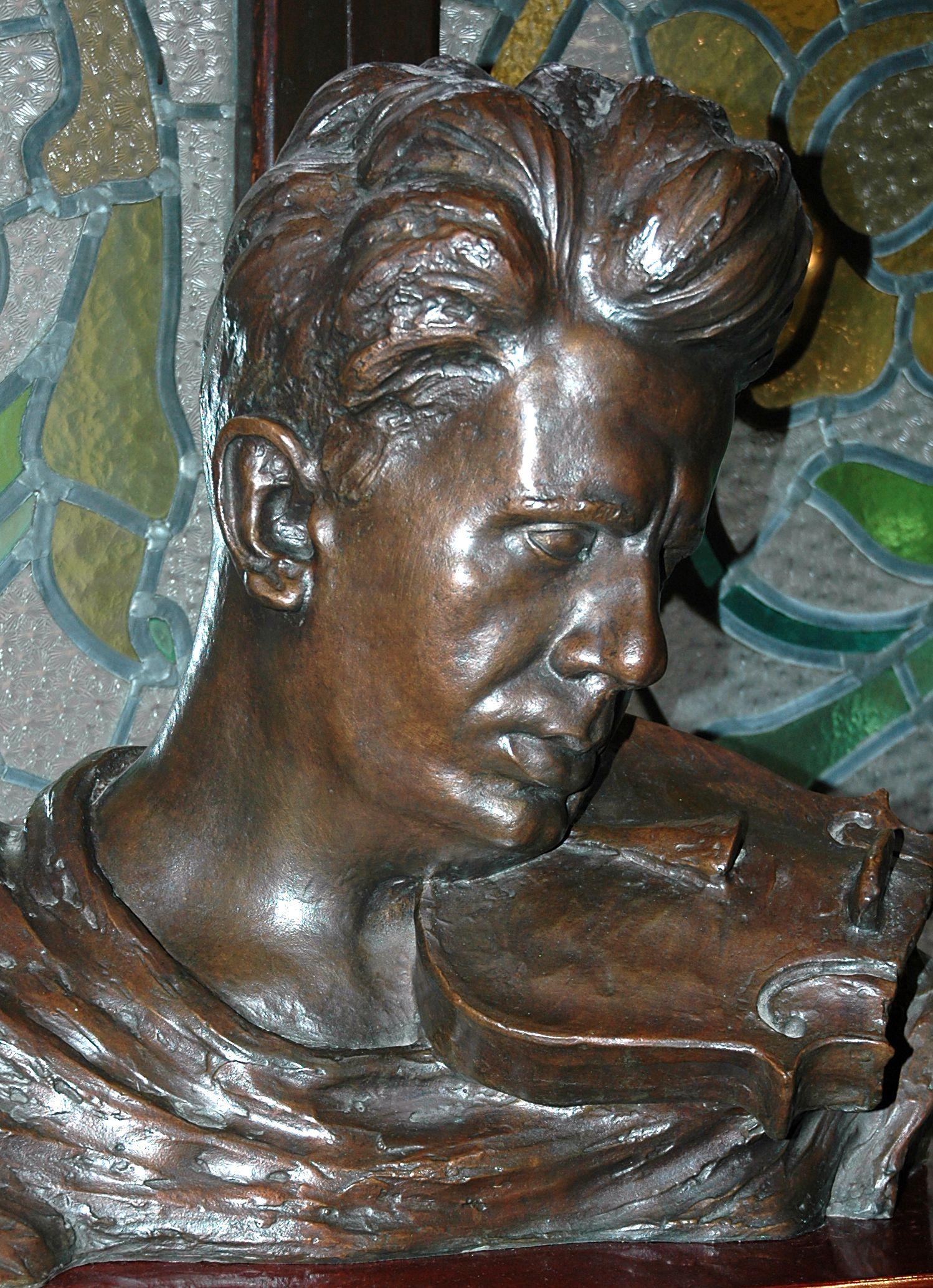
Eduard Toldrà, Halbrelief im Palau de la Música de Barcelona

Eduard Toldrà i Soler (* 7. April 1895 in Vilanova i la Geltrú; † 31. Mai 1962 in Barcelona) war ein spanischer Violinist, Dirigent und Komponist.
Den ersten Unterricht auf der Violine erhielt Toldrà von seinem Vater. Schon in jungen Jahren studierte er an der Escola Municipal de Música Barcelona bei Rafael Gálvez (Violine) und Antoni Nicolau (Harmonielehre). 1912 gab Toldrà sein Solodebüt und im selben Jahr gründete er das Streichquartett Renaixement, das zehn Jahre lang im In- und Ausland gastierte. An der Escola Municipal de Música wurde er 1921 zum Professor für Violine berufen.
Von 1921 bis 1936 war Toldrà Konzertmeister und Aushilfsdirigent beim Orchester Pau Casals und präsentiert in dieser Zeit auch eigene Werke. Als Dirigent leitete er von 1924 bis 1934 das aus Laienmusikern bestehende Orquestra d’Estudis Simfònics.
Bei dem neu gegründeten Orquestra Municipal de Barcelona wurde er 1943 zum Titulardirigenten ernannt. Das Orchester hatte maßgeblichen Anteil bei der Verbreitung katalanischer, zeitgenössischer spanischer und internationaler Musik. Toldrà war bei vielen Orchestern in Spanien und Europa als Gastdirigent tätig.

## Werke
Seine Musik, vor allem die Lieder, sind geprägt von seiner Vorliebe für spanische Folklore und katalanische Poetik. Stilistisch sind seine Werke der französischen Musikästhetik aus der Zeit zwischen den Kriegen zuzuordnen.
Bekannteste Werke:
- 6 Sonetos für Violine und Piano
- 30 sardana für cobla
- insgesamt 52 Lieder
- El giravolt de Maig, Oper 1 Akt (27. Okt. 1928)
- einige Streichquartette, z. B. Vistas al mar
- Orchesterwerke und Klaviermusik

Hauptverleger: Union Musical Ediciones, Madrid
Vollständiges Werkverzeichnis bei: Calmell/García Estefanía 1995